# Parafia św. Floriana w Krakowie
Parafia św. Floriana w Krakowie – parafia rzymskokatolicka należąca do dekanatu Kraków-Centrum archidiecezji krakowskiej przy ulicy Warszawskiej.
Została utworzona w 1184. Kościół parafialny wybudowany w latach 1656–1670, konsekrowany w 1686.
W latach 1949–1951 pracował tutaj ks. Karol Wojtyła, późniejszy papież Jan Paweł II.
Od 2024 roku administratorem parafii jest ks. Łukasz Michalczewski.

## Wspólnoty parafialne
- Duszpasterstwo akademickie
- Rada parafialna

## Zasięg parafii
Ulice: Basztowa 10–25, Będzińska, Długa, Dworzec Osobowy, Dworzec Towarowy, św. Filipa, Helclów, Kamienna, Kamienna Boczna, Kątowa, pl. Jana Nowaka-Jeziorańskiego, Kolberga, Krowoderska nry nieparzyste, Krótka, Krzywa, Kurniki, Langiewicza, al. 29 Listopada nry nieparzyste 1–39 i parzyste 2–36, pl. Matejki, Montelupich, Murowana, Ogrodowa, Paderewskiego, Pawia, Pędzichów, Rogatka, Rynek Kleparski, al. Słowackiego nry nieparzyste od 29–43, pl. Słowiański, Szlak nry nieparzyste od 15 i parzyste od 14, Towarowa, Warszawska, Worcella, Wróblewskiego, Zacisze, Żelazna, Żuławskiego.

## Kapłani rezydenci
Na terenie parafii mieszkają i pomagają w duszpasterstwie:
- ks. dr Marcin Cholewa – pracownik UPJP II w Krakowie
- ks. prałat Grzegorz Szewczyk – emerytowany długoletni proboszcz parafii
- ks. dr Andrzej Scąber EC – Główny Referent do spraw kanonizacji Archidiecezji Krakowskiej
- ks. prof. dr hab. Józef Wołczański – były dziekan Wydziału Historycznego UPJP II w Krakowie
- ks. dr Paweł Gałuszka – wykładowca na UPJP II, pracownik Kurii Metropolitalnej, dyrektor Wydziału Duszpasterstwa Rodzin Kurii Metropolitalnej, Diecezjalny Duszpasterz Kobiet
- ks. Tomasz Stec – Dyrektor Caritas Archidiecezji Krakowskiej

Od 1999 do 2011 przy parafii mieszkał ks. Adam Boniecki MIC – redaktor naczelny „Tygodnika Powszechnego”.